# Lista odcinków serialu Czarno to widzę
Poniżej znajduje się lista odcinków serialu telewizyjnego  Czarno to widzę – emitowanego przez amerykańską stację telewizyjną ABC od 24 września 2014 roku. W Polsce serial jest emitowany od 1 lipca 2015 roku przez Fox Comedy.
| Sezon | Sezon | Odcinki     | Oryginalna emisja    | Oryginalna emisja | Oryginalna emisja | Oryginalna emisja   |
| Sezon | Sezon | Odcinki     | Premiera sezonu      | Finał sezonu      | Premiera sezonu   | Finał sezonu        |
| ----- | ----- | ----------- | -------------------- | ----------------- | ----------------- | ------------------- |
| 1     | 1     | 1–24 (24)   | 24 września 2014     | 20 maja 2015      | 1 lipca 2015      | 9 września 2015     |
| 2     | 2     | 25–48 (24)  | 23 września 2015     | 18 maja 2016      | 17 listopada 2015 | 11 czerwca 2016     |
| 3     | 3     | 49–72 (24)  | 21 września 2016     | 10 maja 2017      | 26 sierpnia 2017  | 7 października 2017 |
| 4     | 4     | 73–95 (23)  | 3 października 2017  | 15 maja 2018      | 9 czerwca 2018    | 7 lipca 2018        |
| 5     | 5     | 96–118 (23) | 16 października 2018 | 21 maja 2019      | 8 czerwca 2019    |                     |
| 6     | 6     | 23          | 24 września 2019     | 5 maja 2020       | —                 | —                   |

## Sezon 1 (2014-2015)
| Nr | #  | Tytuł                                                                | Reżyseria         | Scenariusz        | Premiera ABC         | Premiera Fox Comedy |
| -- | -- | -------------------------------------------------------------------- | ----------------- | ----------------- | -------------------- | ------------------- |
| 1  | 1  | Kulturowa tożsamość Pilot                                            | James Griffiths   | Kenya Barris      | 24 września 2014     | 1 lipca 2015        |
| 2  | 2  | Rozmowa uświadamiająca The Talk                                      | Rebecca Asher     | Vijal Patel       | 1 października 2014  | 1 lipca 2015        |
| 3  | 3  | Kiwnięcie The Nod                                                    | James Griffiths   | Kenya Barris      | 8 października 2014  | 1 lipca 2015        |
| 4  | 4  | Zwariowana mamuśka Crazy Mom                                         | James Griffiths   | Gail Lerner       | 15 października 2014 | 1 lipca 2015        |
| 5  | 5  | Zbrodnia i kara Crime and Punishment                                 | Claire Scanlon    | Corey Nickerson   | 22 października 2014 | 8 lipca 2015        |
| 6  | 6  | Król dowcipów The Prank King                                         | Matt Sohn         | Lindsey Shockley  | 29 października 2014 | 15 lipca 2015       |
| 7  | 7  | Dar głodu The Gift of Hunger                                         | Victor Nelli, Jr. | Peter Saji        | 12 listopada 2014    | 15 lipca 2015       |
| 8  | 8  | Edypowy trójkąt Oedipal Triangle                                     | Rebecca Asher     | Vijal Patel       | 19 listopada 2014    | 22 lipca 2015       |
| 9  | 9  | Rasowy komentarz The College Tour                                    | Ken Whittingham   | Yvette Lee Bowser | 3 grudnia 2014       | 22 lipca 2015       |
| 10 | 10 | Czarny Mikołaj/Białe Boże Narodzenie Black Santa/White Christmas     | Elliot Hegarty    | Gail Lerner       | 10 grudnia 2014      | 29 lipca 2015       |
| 11 | 11 | Prawo przyciągania Law of Attraction                                 | Michael Schultz   | Corey Nickerson   | 7 stycznia 2015      | 29 lipca 2015       |
| 12 | 12 | Wyjazd na narty Martin Luther SKiing Day                             | Stuart McDonald   | Lindsey Shockley  | 14 stycznia 2015     | 5 sierpnia 2015     |
| 13 | 13 | Wielki wieczór, wielka kłótnia Big Night, Big Fight                  | Rebecca Asher     | Vijal Patel       | 11 lutego 2015       | 5 sierpnia 2015     |
| 14 | 14 | Andre z Marsylii Andre from Marseille                                | Phil Traill       | David Hemingson   | 18 lutego 2015       | 12 sierpnia 2015    |
| 15 | 15 | Tuziny The Dozens                                                    | Millicent Shelton | Peter Saji        | 25 lutego 2015       | 12 sierpnia 2015    |
| 16 | 16 | Nadzór rodzicielski Parental Guidance                                | Michael Schultz   | Corey Nickerson   | 4 marca 2015         | 19 sierpnia 2015    |
| 17 | 17 | Trzydziestka z okładem 30 Something                                  | John Fortenberry  | Courtney Lilly    | 25 marca 2015        | 19 sierpnia 2015    |
| 18 | 18 | Seks, kłamstwa i wazektomie Sex, Lies and Vasectomies                | Matt Sohn         | Gail Lerner       | 1 kwietnia 2015      | 26 sierpnia 2015    |
| 19 | 19 | Prawdziwy świat The Real World                                       | Victor Nelli      | Scott Weinger     | 8 kwietnia 2015      | 26 sierpnia 2015    |
| 20 | 20 | Ani czarny, ani biały Switch Hitting                                 | Ken Whittingham   | Kenya Barris      | 22 kwietnia 2015     | 2 września 2015     |
| 21 | 21 | Rodzicielska pułapka The Peer-ent Trap                               | Ken Whittingham   | Yvette Lee Bowser | 29 kwietnia 2015     | 2 września 2015     |
| 22 | 22 | Proszę nie pytaj, proszę nie mów Please Don't Ask, Please Don't Tell | Victor Nelli      | Peter Saji        | 6 maja 2015          | 9 września 2015     |
| 23 | 23 | No to mamy problem Elephant in the Room                              | Anton Cropper     | Courtney Lilly    | 13 maja 2015         | 9 września 2015     |
| 24 | 24 | Rodzinne historie Pops' Pops' Pops                                   | Jonathan Groff    | Vijal Patel       | 20 maja 2015         | 9 września 2015     |

## Sezon 2 (2015-2016)
| Nr | #  | Tytuł                                                   | Reżyseria         | Scenariusz                 | Premiera ABC         | Premiera Fox Comedy |
| -- | -- | ------------------------------------------------------- | ----------------- | -------------------------- | -------------------- | ------------------- |
| 25 | 1  | Słowo The Word                                          | Matt Sohn         | Kenya Barris               | 23 września 2015     | 17 listopada 2015   |
| 26 | 2  | Kamień, papier, nożyce, broń Rock, Paper, Scissors, Gun | Ken Whittingham   | Peter Saji                 | 30 września 2015     | 17 listopada 2015   |
| 27 | 3  | Tylko nie lekarz Dr. Hell No                            | Millicent Shelton | Gail Lerner                | 7 października 2015  | 24 listopada 2015   |
| 28 | 4  | Dzień Tatusia Daddy’s Day                               | Michael Schultz   | Vijal Patel                | 14 października 2015 | 24 listopada 2015   |
| 29 | 5  | Zaproszenie do kościoła Churched                        | Victor Nelli      | Corey Nickerson            | 21 października 2015 | 1 grudnia 2015      |
| 30 | 6  | Halloweenowe zamieszanie Jacked o' Lantern              | Christine Gernon  | Jenifer Rice-Genzuk Henry  | 28 października 2015 | 1 grudnia 2015      |
| 31 | 7  | Charlie przejmuje dowodzenie 'Charlie in Charge'        | Matt Sohn         | Lindsey Shockley           | 11 listopada 2015    | 8 grudnia 2015      |
| 32 | 8  | U fryzjera Chop Shop                                    | John Putch        | Hale Rothstein             | 18 listopada 2015    | 8 grudnia 2015      |
| 33 | 9  | Zmiany w pracy Man at Work                              | Kevin Bray        | Vijal Patel                | 2 grudnia 2015       | 6 kwietnia 2016     |
| 34 | 10 | Rzeczy Stuff                                            | Ken Whittingham   | Corey Nickerson            | 9 grudnia 2015       | 6 kwietnia 2016     |
| 35 | 11 | Ich dwoje Plus Two Isn't a Thing                        | Victor Nelli, Jr. | Njeri Brow, Lisa McQuillan | 6 stycznia 2016      | 13 kwietnia 2016    |
| 36 | 12 | Żigolak Old Digger                                      | Linda Mendoza     | Steven White               | 13 stycznia 2016     | 13 kwietnia 2016    |
| 37 | 13 | Dotrzymać kroku Johnsonom Keeping Up With the Johnsons  | Millicent Shelton | Courtney Lilly             | 20 stycznia 2016     | 20 kwietnia 2016    |
| 38 | 14 | Toń lub plyń Sink or Swim                               | Michael Schultz   | Gail Lerner                | 10 lutego 2016       | 20 kwietnia 2016    |
| 39 | 15 | Niepodległość bliźniaków Twindependence                 | Michael Spiller   | Peter Saji                 | 17 lutego 2016       | 27 kwietnia 2016    |
| 40 | 16 | Nadzieja Hope                                           | Kenya Barris      | Beth McCarthy-Miller       | 24 lutego 2016       | 27 kwietnia 2016    |
| 41 | 17 | W każdą sobotę Any Given Saturday                       | Gail Mancuso      | Yvette Lee Bowser          | 16 marca 2016        | 4 maja 2016         |
| 42 | 18 | Czarna niania Black Nanny                               | Anton Cropper     | Lindsey Shockley           | 23 marca 2016        | 4 maja 2016         |
| 43 | 19 | Resztki The Leftovers                                   | Linda Mendoz      | Hale Rothstein             | 6 kwietnia 2016      | 11 maja 2016        |
| 44 | 20 | Johnson i Johnson Johnson & Johnson                     | Rob Hardy         | Courtney Lilly             | 13 kwietnia 2016     | 11 maja 2016        |
| 45 | 21 | Johnson show The Johnson Show                           | Gail Lerner       | Corey Nickerson            | 27 kwietnia 2016     | 18 maja 2016        |
| 46 | 22 | Super bogate dzieciaki Super Rich Kicks                 | Anton Cropper     | Damilare Sonoiki           | 4 maja 2016          | 25 maja 2016        |
| 47 | 23 | Tatuś Dre Daddy Dre-Care                                | Kenya Barris      | Jonathan Groff             | 11 maja 2016         | 4 czerwca 2016      |
| 48 | 24 | Prawie dobre czasy Good-ish Times                       | Anton Cropper     | Jenifer Rice-Genzuk Henry  | 18 maja 2016         | 11 czerwca 2016     |

## Sezon 3 (2016-2017)
| Nr | #  | Tytuł                                                                     | Reżyseria            | Scenariusz                   | Premiera ABC         | Premiera Fox Comedy |
| -- | -- | ------------------------------------------------------------------------- | -------------------- | ---------------------------- | -------------------- | ------------------- |
| 49 | 1  | Status VIP-a VIP                                                          | Anton Cropper        | Jonathan Groff               | 21 września 2016     | 26 sierpnia 2017    |
| 50 | 2  | Bóg God                                                                   | Anton Cropper        | Laura Gutin                  | 28 września 2016     | 26 sierpnia 2017    |
| 51 | 3  | Wybory 40 Acres and a Vote                                                | Ken Whittingham      | Corey Nickerson              | 5 października 2016  | 26 sierpnia 2017    |
| 52 | 4  | Kto się boi dużego czarnego mężczyzny? Who's Afraid of the Big Black Man? | Matt Sohn            | Peter Saji                   | 12 października 2016 | 26 sierpnia 2017    |
| 53 | 5  | Czystka The Purge                                                         | Matt Sohn            | Lindsey Shockley             | 26 października 2016 | 2 września 2017     |
| 54 | 6  | Majster-klepka Jack of All Trades                                         | Linda Mendoza        | Gail Lerner                  | 9 listopada 2016     | 2 września 2017     |
| 55 | 7  | Świąteczna wizyta Auntsgiving                                             | Michael Schultz      | Kenny Smith                  | 16 listopada 2016    | 2 września 2017     |
| 56 | 8  | Tożsamość rasowa Being Bow-racial                                         | Kevin Bray           | Jenifer Rice-Genzuk Henry    | 30 listopada 2016    | 2 września 2017     |
| 57 | 9  | Nepotyzm Nothing but Nepotism                                             | Gail Mancuso         | Yamara Taylor                | 7 grudnia 2016       | 9 września 2017     |
| 58 | 10 | To tylko Boże Narodzenie, kochanie Just Christmas, Baby                   | John Fortenberry     | Steven White                 | 14 grudnia 2016      | 9 września 2017     |
| 59 | 11 | Ich oczy oglądały ekrany Their Eyes Were Watching Screens                 | John Fortenberry     | Gail Lerner                  | 4 stycznia 2017      | 9 września 2017     |
| 60 | 12 | Cytryny Lemons                                                            | Kenya Barris         | Kenya Barris                 | 11 stycznia 2017     | 9 września 2017     |
| 61 | 13 | Buntownik Dre Good Dre Hunting                                            | Millicent Shelton    | Vijal Patel                  | 18 stycznia 2017     | 16 września 2017    |
| 62 | 14 | Gra w imiona The Name Game                                                | Gail Lerner          | Courtney Lilly               | 8 lutego 2017        | 16 września 2017    |
| 63 | 15 | Przetrwanie I'm A Survivor                                                | Ken Whittingham      | Hale Rothstein               | 15 lutego 2017       | 16 września 2017    |
| 64 | 16 | Jeden gniewny człowiek One Angry Man                                      | John Fortenberry     | Doug Hall                    | 22 lutego 2017       | 16 września 2017    |
| 65 | 17 | My i nasze zabawki ToysRn’tUs                                             | Oz Scott             | Jenifer Rice-Genzuk Henry    | 8 marca 2017         | 30 września 2017    |
| 66 | 18 | Urlop wychowawczy Manternity                                              | Michael Spiller      | Emily Halpern, Sarah Haskins | 15 marca 2017        | 30 września 2017    |
| 67 | 19 | Raper Richard Youngsta                                                    | Jude Weng            | Peter Saji                   | 29 marca 2017        | 30 września 2017    |
| 68 | 20 | Drugie dno What Lies Beneath                                              | Beth McCarthy-Miller | Jessica Potter               | 5 kwietnia 2017      | 30 września 2017    |
| 69 | 21 | Siostra Sister, Sister                                                    | Anya Adams           | Yamara Taylor                | 26 kwietnia 2017     | 7 października 2017 |
| 70 | 22 | Narzekania All Groan Up                                                   | Kenny Smith          | Hale Rothstein               | 26 kwietnia 2017     | 7 października 2017 |
| 71 | 23 | Sztuki wyzwolone Liberal Arts                                             | James Griffiths      | Kenya Barris, Larry Wilmore  | 3 maja 2017          | 7 października 2017 |
| 72 | 24 | Komplikacje Sprinkles                                                     | Eva Longoria         | Laura Gurtin                 | 10 maja 2017         | 7 października 2017 |

## Sezon 4 (2017-2018)
| Nr | #  | Tytuł                                             | Reżyseria         | Scenariusz                  | Premiera ABC         | Premiera Fox Comedy |
| -- | -- | ------------------------------------------------- | ----------------- | --------------------------- | -------------------- | ------------------- |
| 73 | 1  | Dzień Wolności Juneteenth                         | Anton Cropper     | Peter Saji                  | 3 października 2017  | 9 czerwca 2018      |
| 74 | 2  | Matka natura Mother Nature                        | Ken Whittingham   | Corey Nickerson             | 10 października 2017 | 9 czerwca 2018      |
| 75 | 3  | Oszustwo Elder. Scam.                             | Anton Cropper     | Courtney Lilly              | 17 października 2017 | 9 czerwca 2018      |
| 76 | 4  | Wieczór gier Advance to Go (Collect $200)         | Anton Cropper     | Gail Lerner                 | 24 października 2017 | 9 czerwca 2018      |
| 77 | 5  | Szkoła publiczna Public Fool                      | Kevin Bray        | Kenya Barris                | 31 października 2017 | 9 czerwca 2018      |
| 78 | 6  | Pierwszy i ostatni First and Last                 | Linda Mendoza     | Laura Gutin Peterson        | 7 listopada 2017     | 16 czerwca 2018     |
| 79 | 7  | Nie karmić zwierząt Please Don't Feed the Animals | Michael Schultz   | Hale Rothstein              | 14 listopada 2017    | 16 czerwca 2018     |
| 80 | 8  | Dobroczynność Charity Case                        | Claire Scanlon    | Sam Laybourne               | 5 grudnia 2017       | 16 czerwca 2018     |
| 81 | 9  | Cukrzyca Sugar Daddy                              | John Fortenberry  | Yamara Taylor               | 12 grudnia 2017      | 16 czerwca 2018     |
| 82 | 10 | Pracująca dziewczyna Working Girl                 | Michael Spiller   | Lindsey Shockley            | 2 stycznia 2018      | 16 czerwca 2018     |
| 83 | 11 | Spadek Inheritance                                | Millicent Shelton | Stacy Traub                 | 9 stycznia 2018      | 23 czerwca 2018     |
| 84 | 12 | Bow już wie Bow Knows                             | Rob Sweeney       | Laura Gutin Peterson        | 16 stycznia 2018     | 23 czerwca 2018     |
| 85 | 13 | Kobieta domowa Unkept Woman                       | Pete Chatmon      | Christian Lander            | 6 lutego 2018        | 23 czerwca 2018     |
| 86 | 14 | Śpij dziecinko, śpij R-E-S-P-E-C-T                | Gail Lerner       | Steven White                | 13 marca 2018        | 23 czerwca 2018     |
| 87 | 15 | Białe śniadanie White Breakfast                   | Rob Cohen         | Lindsey Shockley            | 13 marca 2018        | 23 czerwca 2018     |
| 88 | 16 | Szacunek Things Were Different Then               | Todd Holland      | Courtney Lilly              | 20 marca 2018        | 30 czerwca 2018     |
| 89 | 17 | Gwiazda Polarna North Star                        | Eva Longoria      | Laura Gutin Peterson        | 27 marca 2018        | 30 czerwca 2018     |
| 90 | 18 | Czarna matematyka Black Math                      | Kevin Bray        | Doug Hall                   | 3 kwietnia 2018      | 30 czerwca 2018     |
| 91 | 19 | Bezwzględny świat Dog Eat Dog World               | Anton Cropper     | Jenifer Rice-Genzuk Henry   | 10 kwietnia 2018     | 30 czerwca 2018     |
| 92 | 20 | Fifty-Three Percent                               | Tracee Ellis Ross | Gail Lerner                 | 17 kwietnia 2018     | 30 czerwca 2018     |
| 93 | 21 | Smutne Walentynki Blue Valentime                  | Jonathan Groff    | Yamara Taylor               | 1 maja 2018          | 7 lipca 2018        |
| 94 | 22 | Collateral Damage                                 | Gail Lerner       | Owen H.M. Smith             | 8 maja 2018          | 7 lipca 2018        |
| 95 | 23 | Dream Home                                        | E. Langston Craig | Graham Towers, Steve Vitolo | 15 maja 2018         | 7 lipca 2018        |

## Sezon 5 (2018-2019)
| Nr  | #  | Tytuł                                                      | Reżyseria                  | Scenariusz                                  | Premiera ABC         | Premiera Fox Comedy |
| --- | -- | ---------------------------------------------------------- | -------------------------- | ------------------------------------------- | -------------------- | ------------------- |
| 96  | 1  | "Rok przerwy" Gap Year                                     | Gail Lerner                | Doug Hall                                   | 16 października 2018 | 8 czerwca 2019      |
| 97  | 2  | "Nie bądź mi sąsiadem" Don't You Be My Neighbor            | Pete Chatmon               | Kenny Smith                                 | 23 października 2018 | 8 czerwca 2019      |
| 98  | 3  | "Śmiertelnie przerażeni" Scarred for Life                  | Linda Mendoza              | Yamara Taylor                               | 30 października 2018 | 15 czerwca 2019     |
| 99  | 4  | "Purpurowy deszcz" Purple Rain                             | Charles Stone III          | Peter Saji                                  | 13 listopada 2018    | 15 czerwca 2019     |
| 100 | 5  | "Koniec żałoby" Good Grief                                 | Todd Holland               | Gail Lerner                                 | 20 listopada 2018    | 22 czerwca 2019     |
| 101 | 6  | "Powstań, padnij" Stand Up, Fall Down                      | Ryan Case                  | Laura Gutin Peterson                        | 27 listopada 2018    | 22 czerwca 2019     |
| 102 | 7  | "Przyjaźń bez korzyści" Friends Without Benefits           | Ken Whittingham            | Lindsey Shockley                            | 4 grudnia 2018       | 29 czerwca 2019     |
| 103 | 8  | "Gwiazdka w kinie" Christmas in Theater Eight              | Jude Weng                  | Courtney Lilly                              | 11 grudnia 2018      | 29 czerwca 2019     |
| 104 | 9  | "Prywatna szkoła" Wilds of Valley Glen                     | Claire Scanlon             | Christian Lander                            | 8 stycznia 2019      | 6 lipca 2019        |
| 105 | 10 | "Czarni jak my" Black Like Us                              | Salli Richardson-Whitfield | Peter Saji                                  | 15 stycznia 2019     | 6 lipca 2019        |
| 106 | 11 | "Nowa na przedmieściach" Waltz in A Minor                  | Pete Chatmon               | Lisa Muse Bryant, Robb Chavis               | 22 stycznia 2019     | 13 lipca 2019       |
| 107 | 12 | "Dziewczyny i chłopaki" Dreamgirls and Boys                | John Fortenberry           | Gail Lerner                                 | 12 lutego 2019       | 13 lipca 2019       |
| 108 | 13 | "Jaka praca, taki syn" Son of a Pitch                      | Eva Longoria               | Steven White                                | 19 lutego 2019       | 20 lipca 2019       |
| 109 | 14 | "Miesiąc Afroamerykańskiej Historii" Black History Month   | Tracee Ellis Ross          | Laura Gutin Peterson                        | 26 lutego 2019       | 20 lipca 2019       |
| 110 | 15 | "Zwykły dzieciak z Compton" #JustakidfromCompton           | Millicent Shelton          | Lisa Muse Bryant, Robb Chavis               | 19 marca 2019        | 27 lipca 2019       |
| 111 | 16 | "Dosyć tego dobrego" Enough is Enough                      | Michael Spiller            | Doug Hall                                   | 26 marca 2019        | 27 lipca 2019       |
| 112 | 17 | "Uczcie się nawzajem" Each One, Teach One                  | Gail Lerner                | Melanie Boysaw                              | 2 kwietnia 2019      | 3 sierpnia 2019     |
| 113 | 18 | "Andre Johnson: dobry człowiek" Andre Johnson: Good Person | Ken Whittingham            | Esa Lewis                                   | 9 kwietnia 2019      | 3 sierpnia 2019     |
| 114 | 19 | "Pod wpływem" Under the Influence                          | Linda Mendoza              | Christian Lander                            | 16 kwietnia 2019     | 10 sierpnia 2019    |
| 115 | 20 | "Spokój na dzielni" Good in the 'Hood                      | Rob Sweeney                | Courtney Lilly                              | 23 kwietnia 2019     | 10 sierpnia 2019    |
| 116 | 21 | "Dre w świetle jupiterów" FriDre Night Lights              | Charles Stone III          | Lindsey Shockley                            | 30 kwietnia 2019     | 17 sierpnia 2019    |
| 117 | 22 | "Historia Bow" Becoming Bow                                | Anton Cropper              | Kenya Barris, Peter Saji, Tracee Ellis Ross | 7 maja 2019          | 17 sierpnia 2019    |
| 118 | 23 | "Na pustyni" Is It Desert or Dessert?                      | Kenny Smith                | Kenny Smith                                 | 14 maja 2019         | 24 sierpnia 2019    |
| 119 | 24 | "Względnie dojrzały mężczyzna" Relatively Grown Man        | Anthony Anderson           | Steven White                                | 21 maja 2019         | 24 sierpnia 2019    |

## Sezon 6 (2019-2020)
| Nr  | #  | Tytuł                        | Reżyseria         | Scenariusz              | Premiera ABC         | Premiera Fox Comedy |
| --- | -- | ---------------------------- | ----------------- | ----------------------- | -------------------- | ------------------- |
| 120 | 1  | Pops the Question            | Kevin Bray        | Steven White            | 24 września 2019     |                     |
| 121 | 2  | Every Day I'm Struggling     | Charles Stone III | Robb Chavis             | 1 października 2019  |                     |
| 121 | 3  | Feminisn't                   | Eric Dean Seaton  | Laura Gutin Peterson    | 8 października 2019  |                     |
| 122 | 4  | When I Grow Up (To Be a Man) | Chioke Nassor     | Christian Lander        | 15 października 2019 |                     |
| 123 | 5  | Mad and Boujee               | Michael Spiller   | Lisa Muse Bryant        | 22 października 2019 |                     |
| 124 | 6  | Everybody Blames Raymond     | Kenny Smith       | Kenny Smith             | 29 października 2019 |                     |
| 125 | 7  | Daughters for Dummies        | Charles Stone III | Melanie Boysaw          | 12 listopada 2019    |                     |
| 126 | 8  | O Mother Where Art Thou?     | Rob Sweeney       | Nick Adams              | 19 listopada 2019    |                     |
| 127 | 9  | University of Dre            | Todd Biermann     | Jak Knight              | 26 listopada 2019    |                     |
| 128 | 10 | Father Christmas             | Anthony Anderson  | Mary Fitzgerald         | 10 grudnia 2019      |                     |
| 129 | 11 | Hair Day                     | Anya Adams        | Marquita J. Robinson    | 7 stycznia 2020      |                     |
| 130 | 12 | Boss Daddy                   | Melissa Kosar     | Isaiah Lester           | 14 stycznia 2020     |                     |
| 131 | 13 | Kid Life Crisis              | Catherine Reitman | Steven White            | 21 stycznia 2020     |                     |
| 132 | 14 | Adventure to Ventura         | Todd Biermann     | Robb Chavis             | 28 stycznia 2020     |                     |
| 133 | 15 | The Gauntlet                 | Matthew A. Cherry | Graham Towers, Ben Deeb | 11 lutego 2020       |                     |
| 134 | 16 | Friendgame                   | Fred Savage       | Laura Gutin Peterson    | 18 lutego 2020       |                     |
| 135 | 17 | You Don't Know Jack          | Kevin Bray        | Lisa Muse Bryant        | 25 lutego 2020       |                     |
| 136 | 18 | Best Supporting Husband      | Eric Dean Seaton  | Melanie Boysaw          | 17 marca 2020        |                     |
| 137 | 19 | Dad Bod-y of Work            | Chris Robinson    | Nick Adams              | 24 marca 2020        |                     |
| 138 | 20 | A Game of Chicken            | Millicent Shelton | Mary Fitzgerald         | 7 kwietnia 2020      |                     |
| 139 | 21 | Earl, Interrupted            | Pete Chatmon      | Christian Lander        | 14 kwietnia 2020     |                     |
| 140 | 22 | ...Baby One More Time        | Gail Lerner       | Lizzie Donaldson        | 28 kwietnia 2020     |                     |
| 141 | 23 | Love, Boat                   | Todd Biermann     | Marquita J. Robinson    | 5 maja 2020          |                     |